# Lad være at blinke
Lad være at blinke (også angivet ed titlen Lad være med at blinke er en dansk stumfilm fra 1911 produceret af Nordisk Films Kompagni og instrueret af William Augustinus efter manuskript af Waldemar Hansen.

## Handling
Denne artikel mangler et handlingsreferat. Hjælp os med at skrive det.

## Medvirkende
- Carl Alstrup
- Frederik Buch
- Emilie Sannom
- Rigmor Jerichau
- Parly Petersen
- Henny Lauritzen
- Carl Lauritzen
- Carl Petersen
- Franz Skondrup
- Poul Skondrup
- Maggi Zinn

Listen med medvirkende er hentet fra danskefilm.dk